# 橋口高次
橋口 高次（はしぐち たかつぐ）は、日本のフィギュアスケート選手（ペアスケーティング）。パートナーは小野田淳子、木下満知子、原田儀子。全日本フィギュアスケート選手権優勝3回（1958年、1959年、1963年）。

## 経歴
1958年、桑名淳子とカップルを組み全日本選手権で優勝、史上3組目の全日本チャンピオンとなる。1959年、カップルを組んでいた桑名が小野田に改姓。再び全日本選手権に出場し2連覇を果たす。
1960年、木下満知子とカップルを組み直し、全日本ジュニア選手権では大岩洋子/垣田一彦組に次いで2位となる。同年の全日本選手権でも大岩/垣田組に続く2位となった。
1963年、原田儀子とカップルを組み直し再び全日本選手権で優勝を果たす。

## 主な戦績
| 大会/年              | 1958-59 | 1959-60 | 1960-61 | 1961-62 | 1962-63 | 1963-64 |
| -------------------- | ------- | ------- | ------- | ------- | ------- | ------- |
| 全日本選手権         | 1       | 1       | 2       |         |         | 1       |
| 全日本ジュニア選手権 |         |         | 2       |         |         |         |